# Dorian De Maeght
Dorian De Maeght (né le 13 août 1997 à Ixelles) est un coureur cycliste belge.

## Biographie
Grâce à un stage concluant, il signe son premier contrat professionnel en 2021 avec l'équipe Bingoal-WB, et ce pour les deux prochaines saisons,. 

## Palmarès et résultats

### Palmarès par année
- 2014
  - 3e du championnat du Brabant flamand de cyclo-cross juniors
- 2018
  - Champion du Brabant flamand du contre-la-montre espoirs
- 2021
  - 3e de l'Internatie Reningelst

### Classements mondiaux
| Année                                 | 2021  | 2022  | 2023  |
| ------------------------------------- | ----- | ----- | ----- |
| Classement mondial                    | 2068e | 2511e | 3044e |
| UCI Europe Tour                       | 1403e | 1535e | nc    |
|                                       |       |       |       |
| Légende : nc = non classéSource : UCI |       |       |       |